# Vasile Romanciuc
Vasile Romanciuc (n. 17 decembrie 1947, Bădragii Noi, Edineț, fostul județ Hotin) este un poet român din Republica Moldova. 

## Biografie
Vasile  Romanciuc s-a născut  la 17 decembrie 1947 în satul Bădragii Noi, Edineț (fostul județ Hotin), Basarabia, părinții săi fiind Alexei Romanciuc și Olga Romanciuc.
Este absolvent al Facultății de Filologie, secția ziaristică a Universității de Stat din Moldova (1972).
A fost redactor la Radio Moldova, consilier la Uniunea Scriitorilor din Republica Moldova, redactor la editurile „Museum”, „Gh, Asachi”, „Literatura artistică”, „Prut Internațional”.Debut editorial cu placheta Genealogie(1974). Urmează volumele de versuri: Citirea proverbelor,Note de provincial, Un timp fără nume, Îndoiala de sine, Marele pustiu invizibil, Recitirea proverbelor, Olimpul de plastic, Lasă un semn, Cuvântul ne adaugă vedere ș.a. A publicat mai multe cărți de versuri pentru copii.
Vasile Romanciuc este membru al Uniunii Scriitorilor din Republica Moldova (1976), membru al Uniunii Scriitorilor din România (1994), membru al PEN-Centrului Internațional (1996).
Multe dintre versurile poetului sunt cântate – colaborează cu artistul Mihai Ciobanu (a se vedea CD-ul Rugă pentru noi – cântece pe versurile lui  Vasile Romanciuc).
Premiul pentru poezie al Uniunii Scriitorilor din Republica Moldova (1996), Premiul Național al Republicii Moldova (2000), Premiul Nichita Stănescu (2001), Diploma de Onoare a Consiliului Internațional al Cărții pentru Copii și Tineret – IBBY (Basel, Elveția, 2002), Premiul Otilia Cazimir al Salonului de Carte Românească(Iași, 2007), Marele Premiu Ion Creangă al Salonului Internațional de Carte pentru Copii(Chișinău, 2010). Distincții: Medalia "Mihai Eminescu", Ordinul de Onoare al Republicii Moldova, Ordinul Republicii, Ordinul „Meritul Cultural” – în grad de Ofițer, categoria A „Literatură” (România).
Către aniversarea de 70 ani a poetului a apărut biobibliografia Vasile Romanciuc: Ca-ntr-o biserică intru-n cuvânt...

## Lucrări publicate
Volume de versuri:
- Genealogie (Chișinău, 1974)
- Citirea proverbelor (Chișinău, 1979)
- Din tată-n fiu (Chișinău, 1984)
- Ce am pe suflet (Chișinău,1988),
- Note de provincial (Chișinău,1991)
- Un timp fără nume (Chișinău, 1996)
- Îndoiala de sine (Chișinău, 1997)
- Un ochi/Un oeil, ediție bilingvă româno-franceză, antologie și prefață de Valeriu Rusu (Ploiești, 2000)
- Marele pustiu invizibil (Timișoara, 2001)
- Olimpul de plastic (Chișinău, 2007)
- Recitirea proverbelor (Chișinău, 2007)
- Purtătorul de cuvânt al tăcerii (Chișinău, 2011)
- Veșminte de gală pentru marii pitici (Iași, 2011)
- Lasă un semn  (Târgoviște, 2012)
- Cuvântul ne adaugă vedere  (sonete, Chișinău, 2012)
- Lumina glasului lăuntric (Chișinău, 2016)
- Pâinea noastră cea din toate filele (Chișinău, 2020)
- Dumnezeu nu-și ține niciodată telefonul închis (Chișinău, 2022)
- Vă iubesc fără pauze (Chișinău, 2024)

Cărți pentru copii:
- Dacă ai un prieten (Chișinău,1983)
- Mama coase-o floricea (Chișinău, 1987)
- Pământul părinților, pământul copiilor (Chișinău, 1989)
- Doi iezi (Chișinău, 1990, 2002)
- Uriașul cu trei ochi (Chișinău, 1991)
- Ursul dirijor (Chișinău, 1992)
- Poveștile lui Ion Creangă (Chișinău,1996)
- Floarea zburătoare (Chișinău, 1998)
- Toate întâmplările se prefac în cuvinte (Chișinău, Prut Internațional, 2000)
- Încetul cu-ncetul, învăț alfabetul (Chișinău, 2002, 2004, 2006)
- Copilul cu aripi de carte (Chișinău, 2006)
- O furnică în bibliotecă (Chișinău, 2007)
- De ce plânge clovnul? (Chișinău, 2009)
- Alfabetul vesel (Chișinău, 2011)
- Am un nume frumos (Chișinău, 2013)
- Puiul mamei, dragul tatei (Chișinău, 2016)
- Poezii mici de crescut mare (Chișinău, 2018)
- Abecedar. Primii pași printre cuvinte și cifre (Chișinău, 2018)
- Un bostan lăudăros (Chișinău, 2019)
- Toate întâmplările se prefac în cuvinte (antologie, Chișinău, Cartier, 2021)

Versurile sale au fost incluse în antologiile:
- Ecouri poetice din Basarabia/Echos poetiques de Bessarabie Editura Știința, Chișinău,1998
- Dal pensiero ai segni (Foggia,Italia,1999)
- Singular destinies (Contemporary Poets of Bessarabia),Editura Cartier, Chișinău,2003.
- Arhipelag, Editura Cartier, Chișinău, 2010
- Adrian Dinu Rachieru, Poeți din Basarabia(un veac de poezie românească), Editura Academiei Române/Editura Știința, București-Chișinău, 2010
- Antologie de poezie românească din Moldova, în versiune spaniolă. Editura Lumina, Chișinău, 2012
- Ars poetica (Colecția „Câmpul de lectură”). Prefață, selecție a textelor, note biobibliografice și repere bibliografice de Adrian Ciubotaru. Editura Știința 2016
- Lucia Țurcanu,Caligrafii. O antologie a poeziei șaptezeciste din Basarabia. Editura Cartier, 2017

## Aprecieri
Vasile Romanciuc cultivă cu aceeași dezinvoltură toate tipurile de vers – clasic, liber, alb; orice formă ar avea, versul său este sincer, muzical, încărcat de profunzimi etice și sentimentale... Pe o linie care îl apropie de Grigore Vieru, el pledează pentru simplitatea și profunzimea limbajului afectiv, pentru rafinamentul expresiei și grația imagistică. Poetul nu s-a orientat niciodată spre mode contrafăcute, pe el nu-l interesează în nici un fel spectacolul limbajului în formele lui exclusiviste, bătăliile moderniste. El este mereu egal cu sine, înțelegând poezia ca pe un mod de existență și de acțiune socială, ca pe un apel și ca pe un enunț. Tradiționalismul poeziei  sale se manifestă mai mult în spirit decât în literă, fiind unul de substanță, al „beatitudinilor esențiale”; viziunea lirică și modalitățile  de expresie sunt, însă, ale unui spirit eminamente modern.
...Acesta este (sau ar putea fi) Vasile Romanciuc, omul și poetul delicat și discret, sensibil ca o mimoză și tare ca oțelul de Damasc, care, în funcție de stări și situații, știe să preschimbe mierea în trotil, să poarte când flori și când fulgere la butonieră.Arcadie SUCEVEANU (Mimoza și oțelul de Damasc, în vol. Emisferele de Magdeburg, Chișinău, 2005)
Ca un veritabil „purtător de cuvânt al tăcerii” poetul Vasile Romanciuc ne oferă subtile variante și nuanțate trimiteri la marea diversitate semantică a cuvântului. La el, tăcerea rostită prin cuvânt ia adesea înfățișarea sentimentelor care „pentru a se face auzite / nasc liniștea mai întâi”...
Acuitățile poetului se întrepătrund cu firele filosofiei vieții, de la simplele ei manifestări la cele mai complicate reacții și simptome... Talent viguros, Vasile Romanciuc știe că literatura, și prin excelență poezia, este o stare de grație, o experiență interioară a ființei, unică și irepetabilă...Nicolae BUSUIOC (Recitirea proverbelor, rev. Dacia literară, Iași, 2009, nr.1)
Poet cu mari disponibilități lirice, Vasile Romanciuc își etalează discursul poetic de la jocul de cuvinte (haiku-ul de mare virtuozitate metatetică: „Prut - / trup / rupt”) până la incantațiile grave inoculate gnomic (...): „Busuioc la naștere, / Busuioc la moarte, / Floare de tristețe, / Floare de noroc.../ Viața noastră, toată, / Doamne, cum încape / Între două fire / Mici de busuioc” (Busuioc).Printre poeții de azi și din totdeauna ai Basarabiei, Vasile Romanciuc face figură reperială. Ion ROȘIORU (Marele pustiu invizibil, rev. Luceafărul, 2001, nr.44)
Adevărata măsură a talentului acestui poet este dată de dexteritatea cu care folosește materia lexicală în combinații dintre cele mai neașteptate, care surprind cititorul nu numai prin insolitul lor, ci și prin sensul ascuns al sintagmelor rezultate...
Valoarea poeziilor sale trebuie descoperită dincolo de învelișul anodin al cuvântului, acolo unde inexprimatul pulsează de sensuri adânci. Anca VOICU
(...)Vasile Romanciuc s-a apropiat relativ târziu de sonet, dar a făcut-o cu desăvârșirea lejeră a meșterului. În acest meșteșug de veche orfevrărie, din poeții noștri, doar Arcadie Suceveanu știe să fie la fel de convingător. 
În plină post-postmodernitate, sonetul este o formă vetustă – e ca și cum cineva ar încerca să cânte la liră în epoca sintetizatoarelor. Reînviindu-i virtuțile letargice, Vasile Romanciuc injectează vechii forme nevrozele și anxietățile noastre arhi-noi: „Știi cine ești? Ce ești? Îți aparții?/ Un vânt cu destinație secretă/ Te folosește ca pe-o giruetă.../ Ce trist e să trăiești fără să știi...// Gândul steril, crescut în eprubetă,/ Domnește-n țara vorbelor pustii/  Și te învață ce și cum să fii/ Prostia care veșnic se repetă.// Ce ai visat cândva nu mai contează? Unde e drumul tău? Vederea trează?// Ce timp de viclenie și confuzii!/ S-a încâlcit al Ariadnei fir.../ Pe lume, cel mai mare cimitir/ E cimitirul marilor iluzii...” (Ce ai visat cândva).Eugen LUNGU(din prefața la vol. Purtătorul de cuvânt al tăcerii, Chișinău, 2011)